# Tamara Timofejewna Kasanzewa
Tamara Timofejewna Kasanzewa, geboren Tamara Timofejewna Tereschtschenko, (russisch Тамара Тимофеевна Казанцева, Geburtsname russisch Тамара Тимофеевна Терещенко; * 8. Mai 1934 in Krywyj Rih; † 2. Februar 2024 in Ufa) war eine sowjetisch-russische Geologin.

## Leben
Kasanzewa erlebte im Deutsch-Sowjetischen Krieg die deutsche Besatzung. Sie studierte wegen des höheren Stipendiums am Bergbau-Technikum Krywyj Rih mit Abschluss 1954 mit Auszeichnung und dann am Bergbau-Institut Krywyj Rih mit Abschluss 1959 als Geologin mit Auszeichnung. Sie heiratete ihren Kommilitonen Juri Wassiljewitsch Kasanzew aus Baschkortostan.
Da Kasanzewa wegen ihres Abschlusses mit Auszeichnung sich ihre Arbeitsstelle aussuchen konnte, ging sie mit ihrem Mann und ihrem sechsmonatigen Sohn wegen der günstigeren Perspektiven nach Sibirien. Sie arbeitete im Dorf Kulun 600 km nördlich von Minussinsk als Ingenieur-Geologin der Uschur-Explorationsexpedition der Krasnojarsker Geologie-Verwaltung. Bald wurde sie Leiterin des Laboratoriums für Petrographie und Mineralogie. Mit ihrem Mann, der eine Explorationsgruppe leitete, kam sie in jedem Sommer in geologisch unerschlossene Gegenden in der Taiga und im Kusnezker Alatau.
1965 wurde Kasanzewa Gruppenleiterin im Sterlitamaker Explorationsamt der Erdöl-Gesellschaft Baschneft. Jeweils von Mai bis Ende September wurden Explorationsarbeiten im Ural mit täglichen Marschstrecken von 15–20 km durchgeführt. 1970 verteidigte sie mit Erfolg im Moskauer Institut für Geologie der Akademie der Wissenschaften der UdSSR (AN-SSSR, seit 1991 Russische Akademie der Wissenschaften (RAN)) ihre Dissertation mit den Ergebnissen ihrer Untersuchungen des Berges Kraka im südlichen Ural für die Promotion zur Kandidatin der mineralogischen Wissenschaften. Für den dabei anwesenden Mineralogen Sturges W. Bailey übersetzte Alexander Woldemarowitsch Peiwe Kasanzewas Vortrag ins Englische.
Ab 1975 arbeitete Kasanzewa im Institut für Geologie des Uraler Wissenschaftszentrums UNZ in Swerdlowsk (seit 1991 Jekaterinburg) der AN-SSSR. 2001 wurde sie dort Laboratoriumsleiterin.
Kasanzewas Forschungsgebiet war die Geotektonik. Ihr gelang die Klärung der allochthonischen Herkunft der magmatischen Gesteine des Urals. Sie wies die Polyzyklizität des Urals im Paläozoikum nach. Ihre Arbeiten trugen wesentlich zum Verständnis der Erdkrustenentwicklung bei.
1985 verteidigte Kasanzewa mit Erfolg ihre Dissertation für die Promotion zu Doktorin der mineralogischen Wissenschaften. 1991 wurde sie zum Vollmitglied der Akademie der Wissenschaften der Republik Baschkortostan gewählt.
Sie starb am 2. Februar 2024 im Alter von 89 Jahren in Ufa.

## Ehrungen, Preise
- Jubiläumsmedaille „Zum Gedenken an den 100. Geburtstag von Wladimir Iljitsch Lenin“ (1970)
- Ehren-Diplom und -Medaille der Ausstellung der Errungenschaften der Volkswirtschaft der UdSSR (1985) für ein neues Modell des Geosynklinalenprozesses
- Orden der Freundschaft (1999)
- Medaille zum 100. Geburtstag Alexander Leonidowitsch Janschins (2011)